# روبرت آلکسانیان
روبرت آرمناکی آلکسانیان (ارمنی: Ռոբերտ Արմենակի Ալեքսանյան؛ زادهٔ ۵ ژوئن ۱۹۳۸) یک  سیاستمدار اهل ارمنستان است که از تاریخ ۱۹۹۰ تا تاریخ ۱۹۹۵ سمت نمایندگی دوره اول شورای عالی جمهوری ارمنستان را برعهده داشت.

## زندگی‌نامه
در 	۵ ژوئن ۱۹۳۸ ‏در ارمنستان به دنیا آمد . 